# Marmorera
Marmorera je bývalá samostatná obec ve švýcarském kantonu Graubünden, okrese Albula. Žije zde 48 obyvatel.
K 1. lednu 2016 se na základě výsledku hlasování Marmorera sloučila spolu s dalšími obcemi v údolí Oberhalbstein do nové obce Surses.

## Geografie
Marmorera leží na silnici z Tiefencastelu do Silvaplany (silnice přes průsmyk Julierpass). Nové centrum obce bylo vybudováno nad silnicí, zatímco původní se nacházelo v místě dnešní přehrady.

## Historie

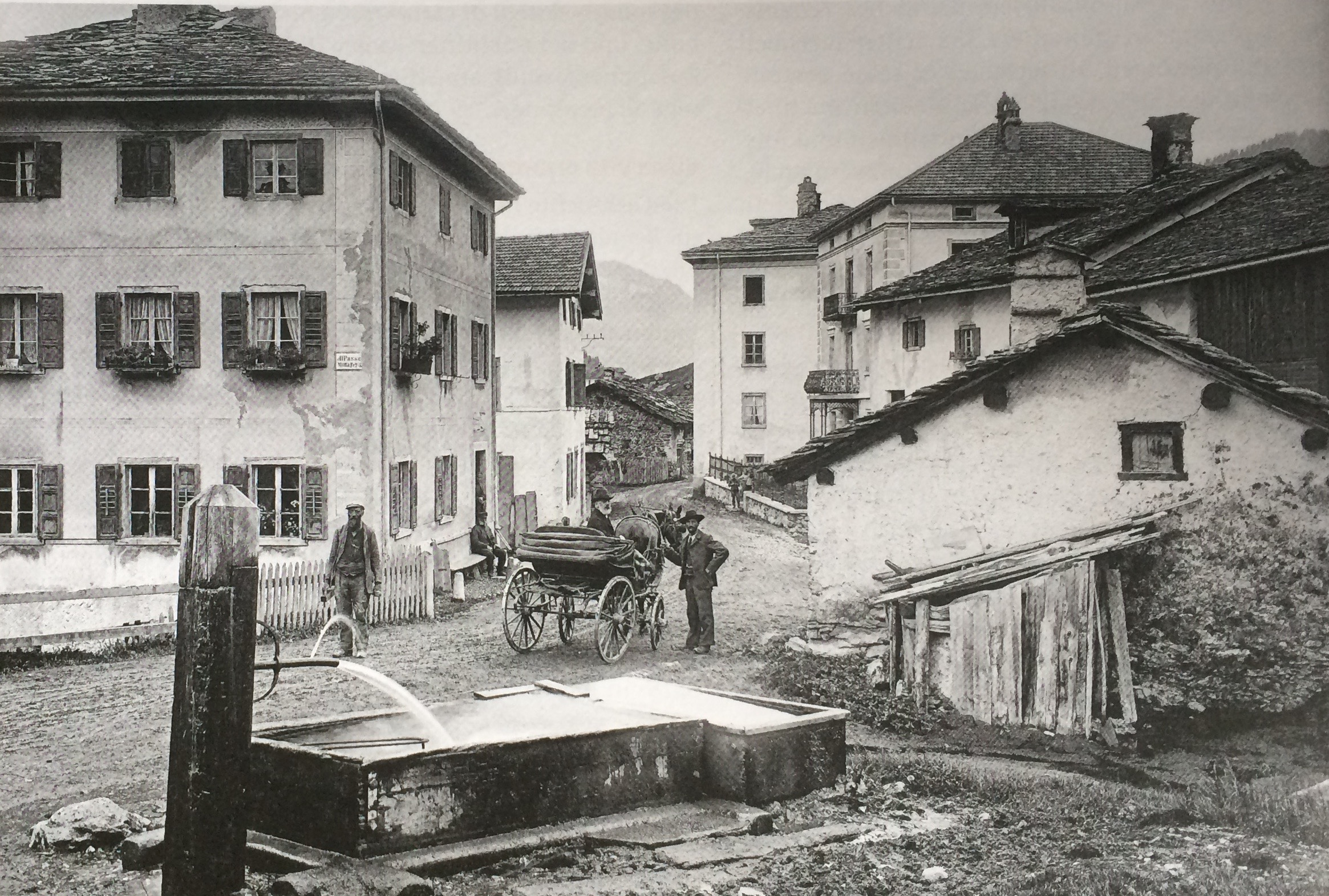
Obec kolem roku 1900

Historické místo Marmorera bylo osídleno již ve středověku; první zmínka pochází již z doby okolo roku 84,. Po roce 1838, po výstavbě silnice přes průsmyk Julierpass, těšila se Marmorera z rostoucího provozu poštovních dostavníků a rozvíjejícího se cestovního ruchu. Po otevření železničních tratí přes Gotthard a Albulu se provoz poštovních dostavníků zhroutil a obec zchudla. Mezi lety 1922 (letní provoz) a 1933 (celoroční provoz) byly poštovní dostavníky nahrazeny poštovními autobusy.
Po druhé světové válce nabídla Marmorera městu Curych za výhodných podmínek koncesi na přehradu. Vyjednavač Walther Pfister z Industriellen Betrieben Zürich vyjednal s jednotlivými majiteli domů a pozemků individuální smlouvy a zavázal je k mlčenlivosti. Využil přitom skutečnosti, že mnoho obyvatel mluvilo pouze italsky nebo rétorománsky a podepsalo smlouvy, aniž by rozuměli jedinému slovu němčiny. Dne 17. října 1948 obecní zastupitelstvo schválilo 24 hlasy pro a 2 hlasy proti koncesi na využívání vodní energie po dobu 80 let a výstavbu přehrady. Odvolání odpůrců proti rozhodnutí obecního zastupitelstva bylo kantonem Graubünden zamítnuto.
V roce 1954 začalo napouštění přehrady. Předtím byly zničeny všechny budovy staré vesnice. Hřbitov měl být zabetonován, ale obyvatelé dosáhli toho, že mrtví byli exhumováni a podruhé pohřbeni na novém hřbitově nad starou vesnicí u starých hrobových křížů. Kostel a škola, 29 obytných domů a 52 stodol padly za oběť výstavbě přehrady Marmorera.
Na rozdíl od přírodní katastrofy byla tato katastrofa, způsobená člověkem, těžko přijatelná a vesnická komunita se z ní jen těžko vzpamatovávala, protože zemědělcům byly nabídnuty náhradní farmy v dalekém kantonu Thurgau a komunita se rozpadla v důsledku velkých neshod. V roce 1956 bylo dokončeno napouštění nové přehrady. Silnice přes průsmyk Julierpass, která dosud vedla po dně údolí, byla přesunuta na východní stranu přehrady. Nad přehradou a silnicí byla vybudována nová Marmorera.

## Obyvatelstvo

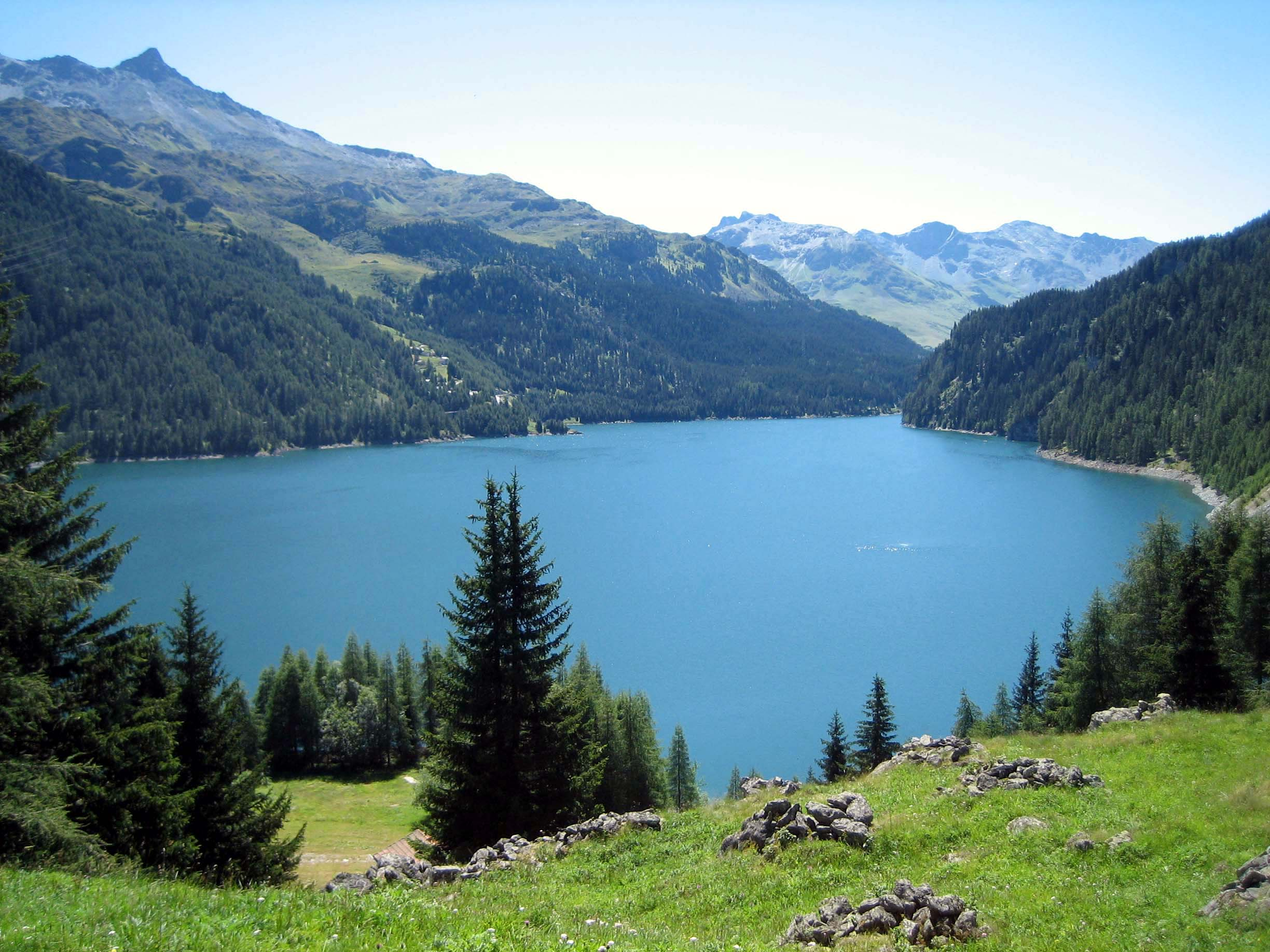
Přehrada Marmorera

| Rok            | 1850 | 1900 | 1920 | 1941 | 1950 | 1960 | 1980 | 1990 | 2000 | 2005 | 2014 |
| Počet obyvatel | 156  | 143  | 100  | 94   | 140  | 28   | 27   | 38   | 49   | 47   | 31   |

### Jazyky
Původním jazykem místních obyvatel je surmiran, regionální dialekt rétorománštiny. Až do druhé světové války byla obec téměř výlučně románsky mluvící. V roce 1970 tento podíl klesl na 78 %. Od roku 1980 mluví těsná většina obyvatel německy. Vzhledem k malému počtu obyvatel se však poměry mohou výrazně měnit.
| Jazyky v Marmoreře |                   |                   |                   |                   |                   |                   |
| Jazyk              | Sčítání lidu 1980 | Sčítání lidu 1980 | Sčítání lidu 1990 | Sčítání lidu 1990 | Sčítání lidu 2000 | Sčítání lidu 2000 |
| Jazyk              | Počet             | Podíl             | Počet             | Podíl             | Počet             | Podíl             |
| Němčina            | 14                | 51,85 %           | 20                | 52,63 %           | 28                | 57,14 %           |
| Rétorománština     | 11                | 40,74 %           | 18                | 47,37 %           | 17                | 34,69 %           |
| Italština          | 1                 | 3,70 %            | 0                 | 0,00 %            | 3                 | 6,12 %            |
| Počet obyvatel     | 27                | 100 %             | 38                | 100 %             | 49                | 100 %             |

## Doprava
Marmorera leží poblíž hlavní silnice č. 3 z Churu přes Lenzerheide a průsmyk Julierpass do Engadinu. Na této trase jezdí také autobusová linka Postauto, obsluhující obec.